# Río Punta Gorda
Río Punta Gorda är en 115 kilometer lång flod i östra Nicaragua.